# Vuelo 3591 de Atlas Air
El vuelo 3591 de Atlas Air era un vuelo de carga nacional programado entre el Aeropuerto Internacional de Miami y el Aeropuerto Intercontinental George Bush de Houston. El 23 de febrero de 2019, el Boeing 767-375ER(BCF) que operaba este vuelo se estrelló en Trinity Bay durante la aproximación a Houston, falleciendo los dos tripulantes y un pasajero a bordo. El accidente ocurrió cerca de Anáhuac, Texas, al este de Houston, poco antes de las 12:45 CST (18:45 UTC).Este fue el primer accidente fatal de un avión de carga Boeing 767.
Los investigadores atribuyeron el accidente a un error del piloto, al descubrir que el copiloto sufrió desorientación espacial y, sin darse cuenta, provocó que la aeronave se desplomara irrecuperablemente, mientras que el capitán no supervisó adecuadamente las acciones del copiloto ni la trayectoria de vuelo. También se vieron implicados problemas de formación de la tripulación de vuelo en Atlas Air y en toda la industria de la aviación comercial estadounidense.

## Descripción

### Aeronave

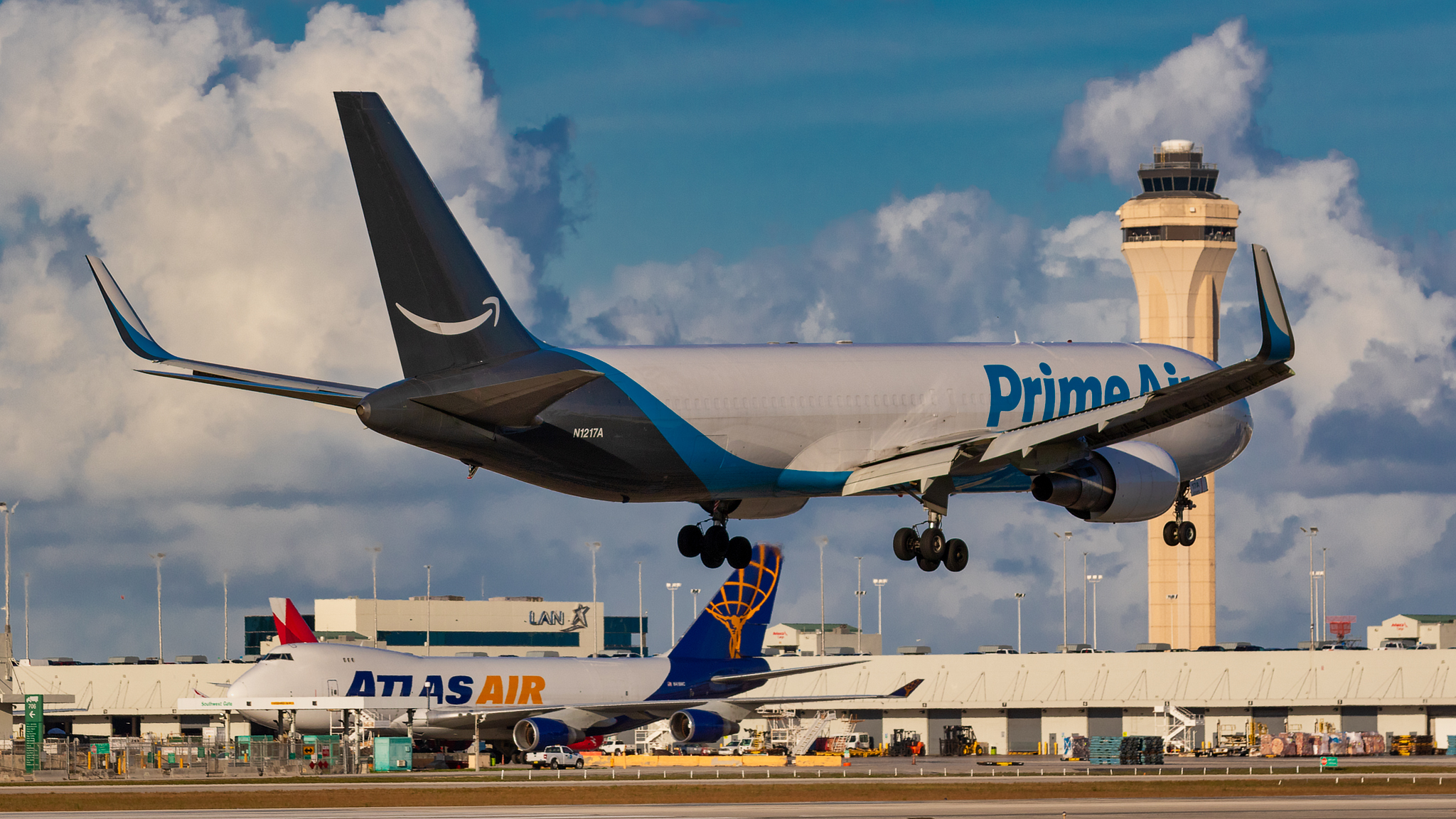
El avión accidentado, imagen del 14 de febrero de 2019.

El avión Boeing 767-375ER(BCF) (MSN 25865/430) estaba matriculado como N1217A y tenía casi 27 años en el momento del accidente, habiendo sido construido en 1992. Originalmente fue encargado por Canadian Airlines, pero fue puesto en servicio por primera vez por China Southern Airlines a través de GPA, una empresa de arrendamiento de aeronaves.En 1997, el avión fue transferido a LAN Airlines y voló hasta 2014 antes de ser devuelto al arrendador CIT, que lo almacenó en enero de 2016. En abril de 2017, el 767 fue convertido en un carguero y puesto en servicio para Amazon Air por Atlas Air.En agosto de 2018, Amazon bautizó dos aviones de su flota, incluido el N1217A, como CustomAir Obsession. El nombre, pintado en el avión justo detrás de las ventanas de la cabina, era casi un homónimo de «obsesión por el cliente», un principio de liderazgo de Amazon.El avión había acumulado más de 91.000 horas en 23.300 vuelosy estaba propulsado por dos motores turbofán GE CF6-80. El Boeing 767 contaba con cerca de 27 años de antigüedad en el momento del impacto.: 8–9 

### Tripulación y pasajero
Había tres miembros de la tripulación a bordo del avión:El capitán Ricky Blakely de Indiana (60), el primer oficial Conrad Jules Aska de Cedar Grove, Antigua (44), y el capitán de Mesa Airlines, Sean Archuleta de Houston (36; un asiento auxiliar a bordo del vuelo), quien estaba en su última semana de empleo en Mesa Airlines y viajaba a trabajar antes de comenzar el entrenamiento de piloto nuevo con United Airlines programado para la semana siguiente.
Blakely se incorporó a Atlas Air en 2015 y se convirtió en capitán de Boeing 767 en 2018. Antes de ser contratado por Atlas Air, Blakely había sido capitán de un Embraer ERJ-145 para ExpressJet. También fue primer oficial de un Beechcraft 1900 para CommutAir e instructor de vuelo para FlightSafety International.: 5 Blakely registró un total de 11.172 horas de vuelo, incluidas 1.252 horas en el Boeing 767.: 3–4 
Aska se incorporó a Atlas Air el 3 de julio de 2017 y obtuvo su habilitación de tipo en el Boeing 767 dos meses después. Acumuló 5073 horas de vuelo, 520 de ellas en el 767. Aska había sido copiloto de un Embraer E175 en Mesa Airlines (y anteriormente trabajó en otras cinco aerolíneas) y también tenía experiencia en las familias de aviones EMB 120 Brasilia y ERJ de Embraer.: 5–7 
Ambos pilotos tenían experiencia previa en aterrizajes en el Aeropuerto Intercontinental George Bushy volaron juntos el día anterior, operando un vuelo nocturno desde California a Miami.

## Accidente

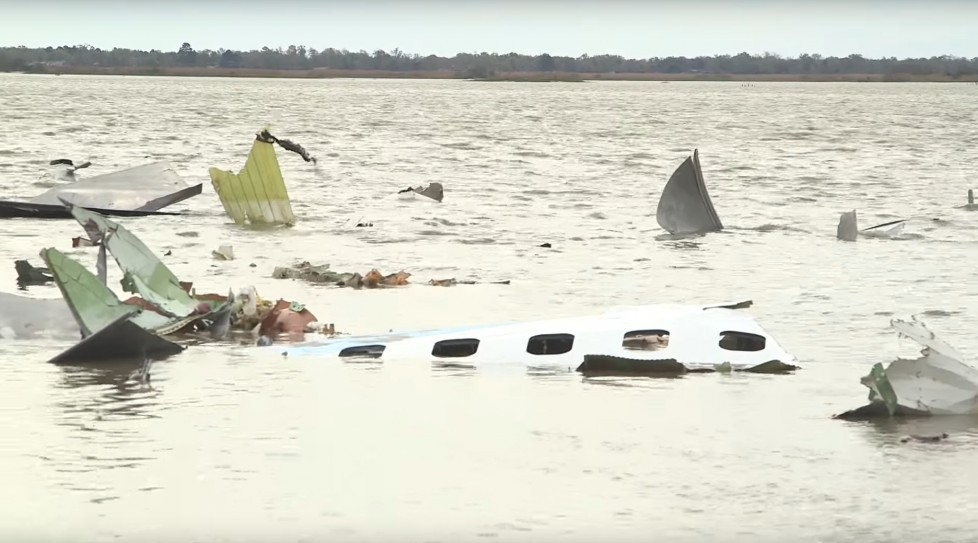
Otra vista del lugar del accidente. Los tapones de las ventanas, instalados durante la conversión del avión a carga, se rompieron al impactar con el agua.

El vuelo 3591 de Atlas Air despegó de Miami a las 10:33 CST (11:33 EST), con el primer oficial Aska como piloto a los mandos y el capitán Blakely como monitor. A las 12:36, Aska transfirió el control de la aeronave a Blakely, informándole de que el interruptor de instrumentos electrónicos de vuelo (EFI) de su lado había fallado. El problema se resolvió un minuto después, y la grabadora de voz de cabina (CVR) registró lo siguiente:
Aska: "Presiono el botón E-fy, arregla todo".
Blakely: "Oh, yo, yo."
El vuelo 3591 se encontraba en aproximación hacia Houston cuando sobrevoló el borde delantero de un frente frío, lo que produjo un área de condiciones meteorológicas instrumentales (IMC) con nubes y turbulencia, con cimas de nubes que variaban de aproximadamente 19 500 pies (5944 m) a 27 300 pies (8321 m) de altitud y bases de nubes que variaban de 2000 pies (610 m) a 3000 pies (914 m) sobre el nivel del suelo. El piloto de otro avión cercano reportó IMC, y un video tomado por un testigo en tierra mostró una nube de plataforma pasando sobre el área en ese momento.: 14–15 
Aska solicitó entonces vectores de radar hacia el lado oeste del aeropuerto para evitar las inclemencias del tiempo. El controlador aceptó, pero también aconsejó a la tripulación que acelerara el descenso a 3000 pies (914 m) y dijo: «Voy a llevarlos al oeste de este mal tiempo y hacia el norte para un tramo base». Blakely entonces transfirió el control de la aeronave a Aska:
Aska: "Vale. Dos siete cero".
Blakely: "Tus controles".
Aska: "Mis controles".
La tripulación de vuelo comenzó entonces a configurar la aeronave para el aterrizaje y a configurar el sistema de gestión de vuelo (FMS). A las 12:38:02.2 CST, Aska gritó "flaps uno" y los slats se extendieron. Veintinueve segundos después, se activó accidentalmente el modo de frustrada. A las 12:38:40.3, se escuchó lo siguiente en la CVR:
Micrófono del área de la cabina (CAM): [Sonido de advertencia auditiva de precaución principal]
Blakely (transmisión de radio): "Suena bien, uh Giant treinta y cinco noventa y uno".
Controlador de aproximación: "Hay mucho despeje al otro lado de esto, así que no tendrás problemas para llegar al aeropuerto [palabra ininteligible] (tampoco)".
Aska: "¡Oh! ¡Guau! ¿Dónde está mi velocidad, mi velocidad? [Habla en voz alta]
CAM: [Sonido similar a un clic mecánico]
Blakely (transmisión de radio): "Está bien".
Aska: "¡Estamos entrando en pérdida! ¡Entrada en pérdida!" [Exclamó]
Voz no identificada: "[Expletivo]"
Aska: “Señor… tienes mi alma”.
El avión giró bruscamente hacia el sur antes de iniciar un rápido descenso. Los testigos del accidente describieron que el avión entró en picado; algunos también recordaron haber oído algo parecido a un rayo antes de que el Boeing 767 chocara contra el suelo.
A las 12:36 CST (18:36 UTC), se perdió el contacto por radar y radio. No hubo señal de socorro.A las 12:39:03.9 CST (18:39:03.9 UTC), hora en que finalizó la grabación del CVR, el vuelo 3591 se estrelló en el extremo norte de Trinity Bay en Jack's Pocket (Bahía de Galveston) .El área de agua está dentro del condado de Chambers, Texas, cerca de Anáhuac.
La Administración Federal de Aviación (FAA) emitió una alerta después de que se perdiera el contacto por radar y radio a unas 30 millas (48 km) al sureste de su destino.Los controladores de tráfico aéreo intentaron al menos dos veces contactar con el vuelo, sin respuesta. Los controladores preguntaron a los pilotos de dos vuelos cercanos si vieron o no el lugar del accidente, y ambos dijeron que no; el lugar del accidente fue localizado después de que testigos en tierra llamaran a la policía local para informar haber visto la aeronave sumergirse en la bahía. La Guardia Costera de Estados Unidos envió un helicóptero y varios barcos para buscar sobrevivientes, y otras agencias respondieron. El lugar del accidente era principalmente un pantano de lodo, con agua que variaba en profundidad de cero a 5 pies (2 m) de profundidad, por lo que se necesitaron hidrodeslizadores para acceder al área. Los investigadores encontraron restos humanos y muchos fragmentos pequeños de la aeronave y su carga. La pieza más grande recuperada de la aeronave medía 50 pies (15 m) de largo. El sheriff local describió la escena como "devastación total" y conjeturó que el accidente no había sido sobreviviente.

## Víctimas
El 24 de febrero, Atlas Air confirmó que las tres personas a bordo fallecieron.Las víctimas fueron identificadas inicialmente en redes sociales por amigos y familiares. Para el 26 de febrero, se habían recuperado los cuerpos de los tres, y para el 4 de marzo, todos habían sido identificados.

## Investigación

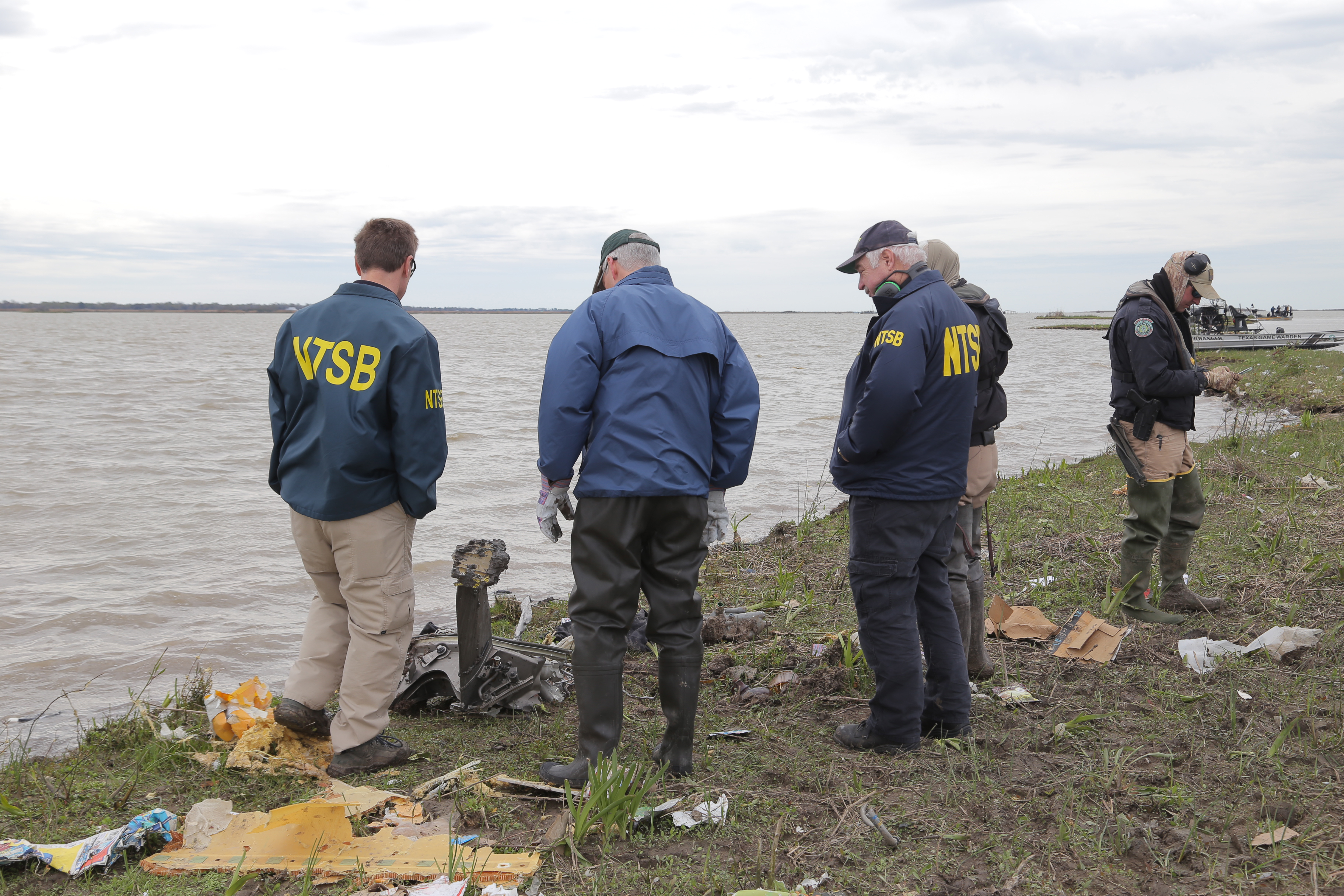
Investigadores de la NTSB examinan escombros en el borde de Trinity Bay.

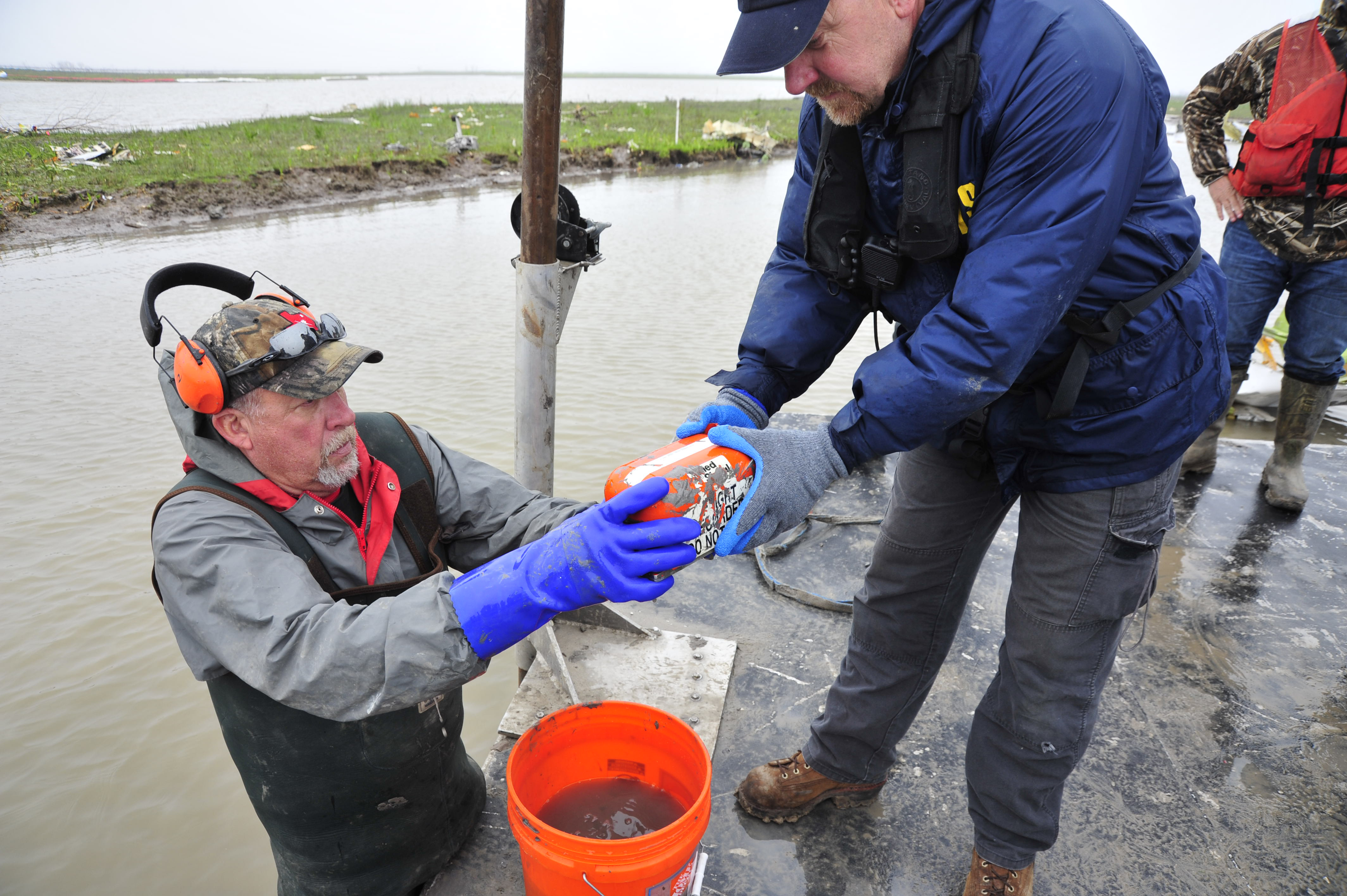
Los investigadores de la NTSB recuperan el registrador de datos de vuelo de Trinity Bay.

Investigadores de la Administración Federal de Aviación (FAA), la Oficina Federal de Investigaciones (FBI) y la Junta Nacional de Seguridad en el Transporte (NTSB) fueron enviados al lugar del accidente, y la NTSB lideró la investigación del accidente.Un equipo de buceo del Departamento de Seguridad Pública de Texas (DPS) fue designado para localizar las grabadoras de vuelo de la aeronave y equipos de buceo de los departamentos de policía de Houston y Baytown también estaban en el lugar ayudando en la búsqueda.La CVR y el registrador de datos de vuelo (FDR) fueron localizadas y transportadas a un laboratorio de la NTSB para su análisis.Se pensaba que los investigadores probablemente permanecerían en el lugar del accidente durante semanas para realizar las tareas de recuperación.
Se observó que había células de tormenta cerca en el momento del accidente, pero esto no es inusual para Bush Intercontinental.Las cámaras de CCTV de la cárcel del condado de Chambers muestran el avión en un descenso pronunciado y con el morro bajo justo antes del impacto.
La FAA, Boeing, Atlas Air, la Asociación Nacional de Controladores del Tráfico Aéreo (NATCA), la Hermandad Internacional de Camioneros, la Asociación de Pilotos de Líneas Aéreasy el fabricante de motores General Electric ayudaron u ofrecieron su asistencia a la investigación de la NTSB.
Después de escuchar la grabadora de voces de la cabina, la NTSB declaró que "las comunicaciones de la tripulación consistentes con una pérdida de control de la aeronave comenzaron aproximadamente 18 segundos antes del final de la grabación".El 12 de marzo, la NTSB declaró que el avión "inclinó el morro hacia abajo durante los siguientes 18 segundos hasta aproximadamente 49° en respuesta a la señal de la columna". Más tarde ese mismo día, modificó su declaración a "...en respuesta a la desviación del timón de profundidad".
El 19 de diciembre de 2019, la NTSB publicó un expediente con más de 3000 páginas de información fáctica recopilada durante la investigación, y se publicará un informe final en una fecha posterior no especificada. El expediente contiene información sobre operaciones, factores de supervivencia, rendimiento humano, control de tráfico aéreo y rendimiento de la aeronave, e incluye la transcripción de la grabadora de voz de cabina, el estudio del espectro sonoro y la información de la grabadora de datos de vuelo.
El 11 de junio de 2020, la NTSB anunció que la próxima reunión de la junta determinaría la causa del accidente;la NTSB determinó durante una reunión pública celebrada el 14 de julio que el vuelo se estrelló debido a la respuesta inapropiada del primer oficial a una activación inadvertida del modo de aproximación frustrada del avión, lo que resultó en su desorientación espacial que lo llevó a colocar el avión en un descenso pronunciado del cual la tripulación no se recuperó.La NTSB publicó una animación de la secuencia de eventos del accidente desde la selección del empuje de vuelta hasta el choque fatal 31 segundos después.

### Conclusiones
El 6 de agosto de 2020, la NTSB publicó el informe final del accidente en su sitio web, que decía:

La NTSB determina que la causa probable de este accidente fue la respuesta inapropiada del copiloto, como piloto a los mandos, a una activación involuntaria del modo de frustrada, lo que provocó su desorientación espacial y movimientos de control con el morro hacia abajo, lo que provocó un descenso pronunciado del avión del que la tripulación no se recuperó. Contribuyó al accidente la incapacidad del capitán para supervisar adecuadamente la trayectoria de vuelo del avión y asumir el control del mismo para intervenir eficazmente. También contribuyeron las deficiencias sistémicas en las prácticas de selección y medición del rendimiento de la industria aeronáutica, que no abordaron las deficiencias relacionadas con la aptitud del copiloto ni su respuesta al estrés desadaptativa. También contribuyó al accidente la incapacidad de la Administración Federal de Aviación para implementar la base de datos de registros de pilotos de forma suficientemente sólida y oportuna.

La NTSB determinó que el descenso se había realizado con normalidad hasta que se activó el modo de aproximación frustrada y el piloto automático y el acelerador automático de la aeronave aumentaron la potencia del motor y el cabeceo con el morro arriba según lo previsto. Ningún piloto reconoció verbalmente que se hubiera activado el modo de aproximación frustrada ni realizó ninguna acción aparente para desactivarlo. Momentos después, el copiloto accionó los controles de vuelo con el morro abajo para recuperar la pérdida, pero los sistemas de alerta de pérdida de la aeronave no se habían activado y los datos del FDR no coincidían con los de una aeronave en pérdida.: 2 La NTSB concluyó que el primer oficial probablemente presionó el interruptor de aproximación accidentalmente con su muñeca izquierda o su reloj de pulsera mientras manipulaba la palanca del freno aerodinámico cercana y que ninguno de los pilotos se dio cuenta de que se había cambiado el modo de vuelo automatizado de la aeronave.: ix Durante una entrada en pérdida, los procedimientos establecidos exigían al piloto a los mandos (PF) "Mantener firmemente la columna de control", "Desactivar el piloto automático y el acelerador automático" y "Aplicar suavemente el control del elevador de morro abajo para reducir el ángulo de ataque (AOA) hasta que cesen las vibraciones o sacudidas de la palanca de mando". Los procedimientos también establecen que el piloto a los mandos (en este caso, el capitán) debe supervisar y avisar de los cambios de altitud/velocidad aerodinámica, avisar de cualquier tendencia hacia el terreno y verificar que se estén realizando todas las acciones necesarias.: vii, 27 Aunque las entradas de control de vuelo del primer oficial fueron lo suficientemente agresivas como para anular el piloto automático,: 20 los investigadores concluyeron que el capitán estaba distraído realizando otras tareas y no había monitoreado el desempeño de la aeronave.: 42–43 
La NTSB concluyó que la aeronave probablemente volaba en condiciones meteorológicas para el vuelo instrumental (IMC) sin visibilidad del terreno al activarse el modo de aproximación frustrada,: 41 y que el primer oficial probablemente experimentó una ilusión somatográvica de cabeceo o de cabeza arriba, la falsa sensación de estar inclinándose hacia atrás durante una aceleración inesperada hacia adelante en ausencia de puntos de referencia visibles. Los pilotos con poca experiencia en vuelo por instrumentos tienen una tendencia bien documentada a ignorar los instrumentos de vuelo y actuar instintivamente ante esta ilusión.: ix, 40–41 Los investigadores concluyeron que los pilotos no pudieron ver el suelo hasta que el avión salió de las nubes aproximadamente a 3000 pies (914 m) sobre la bahía, punto en el que la recuperación segura del pronunciado descenso habría sido imposible.: 44–45 
La NTSB no pudo determinar por qué el primer oficial activó el interruptor EFI antes del accidente; sin embargo, este proceso en el 767 generalmente se realiza para solucionar el apagado intermitente de la pantalla y no cambia la fuente de los datos que se muestran en ella, y la NTSB concluyó que "cualquier anomalía en la pantalla EFIS que experimentó el primer oficial se resolvió a satisfacción de ambos tripulantes (mediante el accionamiento del interruptor EFI por parte del primer oficial) antes de que ocurrieran los eventos relacionados con la secuencia del accidente".: 37 

### Problemas de formación de la tripulación de vuelo
La NTSB observó que ambos pilotos tuvieron dificultades durante su entrenamiento. Blakely tuvo dificultades durante el entrenamiento para obtener su habilitación de tipo en el 767. El 31 de octubre de 2015, fue declarado no apto para un vuelo de verificación debido a comentarios insatisfactorios sobre su entrenamiento, entre ellos:
- Permitir que la velocidad aerodinámica superara los límites de los flaps durante el entrenamiento de recuperación de entrada en pérdida
- Olvidar fijar la altitud de aproximación frustrada
- Dificultades para realizar aproximaciones frustradas

Blakely recibió entrenamiento de recuperación al día siguiente, el 1 de noviembre, esta vez con resultados satisfactorios. Al día siguiente, realizó su vuelo de verificación en el 767 y dos días después recibió su habilitación de tipo.A pesar de las mejoras de Blakely, Atlas Air lo colocó en el programa de vigilancia de competencia de piloto (PWP) debido a sus problemas de entrenamiento.
El primer oficial Aska también tuvo dificultades de entrenamiento con Atlas Air, más que Blakely. Según la NTSB, Aska no pudo completar su formación de piloto en otras dos aerolíneas, algo que no reveló en sus solicitudes de empleo a Atlas.La NTSB determinó que Aska tenía “un largo historial de deficiencias en el rendimiento en el entrenamiento”, con una “tendencia a responder de manera impulsiva e inapropiada cuando se enfrentaba a un evento inesperado durante los escenarios de entrenamiento”.Los primeros problemas de Aska en Atlas surgieron en julio de 2017, el mismo mes en que se incorporó a la aerolínea, cuando le denegaron un examen oral para su habilitación de tipo en el 767, ya que necesitaba capacitación de refuerzo. Tras la capacitación, aprobó el examen oral. Aska realizó cinco sesiones de simulador de vuelo fijo, donde tuvo dificultades con los procedimientos habituales, y recibió más capacitación de refuerzo. En agosto, tras dos sesiones de entrenamiento completo en simulador de vuelo, su compañero de simulador se quejó de que lo estaban "reteniendo". Atlas Air finalmente tuvo que reiniciar el entrenamiento completo en simulador de vuelo para Aska porque no quedaban otros pilotos en su clase para acompañarlo.: 5–6 
El primer vuelo de prueba de Aska en la aeronave fracasó debido a una gestión deficiente de los recursos de la tripulación (CRM) y un control inadecuado de la aeronave. Su examinador lo describió como estresado y con falta de consciencia situacional.: 6 Aska recibió entrenamiento correctivo el 25 de septiembre y al día siguiente volvió a intentar su prueba de vuelo con éxito, recibiendo su habilitación de tipo en la aeronave.
La NTSB concluyó que Aska había logrado ocultar su irregular historial de entrenamiento debido a deficiencias en la base de datos de registros de pilotos de la FAA y criticó a la FAA por no actualizarla con anterioridad. Una enmienda de 2010 a la Ley de Mejora de Registros de Pilotos (PRIA), aprobada tras el accidente del vuelo 3407 de Colgan Air en 2009, exigía a la FAA registrar los fallos de entrenamiento en la base de datos. Sin embargo, esta disposición no se había implementado plenamente debido a preocupaciones sobre la privacidad y a la oposición de la industria, en particular de los operadores de aviación comercial, que se oponían a los estrictos requisitos de mantenimiento de registros del programa. Atlas Air también fue criticada por recurrir a agentes, en lugar de especialistas en operaciones de vuelo, para verificar el historial de entrenamiento de los pilotos que contrataba.El director de entrenamiento de Atlas Air dijo que no habrían contratado a Aska si hubieran conocido su historial de entrenamiento completo.
La NTSB recomendó que los pilotos del 767 y del modelo similar Boeing 757 recibieran capacitación para reconocer y recuperarse de una activación involuntaria del modo "go-around", pero también concluyó que los datos disponibles sugerían que dicha activación era un "evento raro y típicamente benigno".: viii 

## Dramatización
Este accidente fue presentado en la vigesimotercera temporada del programa de televisión canadiense Mayday: catástrofes aéreas, en el episodio «Desastre en puerta».